# City Investing Building
Le City Investing Building est un gratte-ciel érigé à New York en 1908, et détruit en 1968.

## Histoire
Le City Investing Building se situait au 56, rue Cortland, entre Broadway et Church Street, non loin du Singer Building. Sa construction est réalisée par la Hedden Construction Company du New Jersey. À son époque, il est l'un des immeubles les plus photographiés, aux côtés des gratte-ciels voisins, comme témoignage positif ou négatif de la densité urbaine. L'Equitable Building, lors de sa construction, l'a plongé dans une pénombre permanente.
De 1928 à 1932, il est désigné par l'appellation Benenson Building. On le désigne ensuite par son adresse: le 165 Broadway. Il est finalement rasé en même temps que le Singer Building pour laisser place au One Liberty Plaza. Au moment de leur destruction, ils étaient respectivement la première et seconde plus hautes tours à avoir jamais été démolies[réf. nécessaire].